# Герб Одесской области
Герб Одесской области (укр. Герб Одеської області) — официальный символ Одесской области Украины. Утверждён 21 июля 2002 года.

## Описание
В лазоревом поле с червлёной каймой, обременённой в верху тремя колосьями из одного корня, внизу виноградной гроздью, по сторонам шестью якорями 2, 2 и 2, все фигуры золотые; в лазури серебряный якорь-кошка. Щит обрамляет венок из золотых колосьев, переплетённый виноградной лозой.

## Символизм
Якорь символизирует надежду и спасение. Якорь-кошка — символ торгового мореплавания, связь речных и морских коммуникаций. Якоря на бордюре символизируют военное значение и судоходную базу. Семь якорей (якорь-кошка и шесть в бордюре) соответствуют количеству портов Одесской области. Сноп хлеба символизирует богатство и единство людей, как колосков в снопу, и является знаком земледелия и степной части Одесской области (древний герб Балты — золотой сноп в синем поле).
Виноградная гроздь символизирует общую идею, внутреннее согласие. Символ отображает южную часть Одесской области (знак Белгорода-Днестровского — виноградная лоза в красном поле), а также виноградарство и виноделие.
Авторы герба — П. В. Бондаренко, М. В. Мурманов. Художники — Г. Ш. Фаер, Л. Л. Брук.